# Clugin
Clugin är en ort och tidigare kommun i regionen Viamala i kantonen Graubünden, Schweiz. Den ligger väster om floden Hinterrhein och utgjorde en egen kommun fram till 2009 då den införlivades med den större kommunen Andeer.

## Språk
Det traditionella språket är sutsilvansk rätoromanska. Under 1900-talet har dock tyska språket successivt tagit över, så att rätoromanska nu är i stort sett borta från Clugin.